# Escaneo progresivo
La exploración progresiva o escaneo progresivo es el método de exploración secuencial de las líneas de una imagen de televisión, un barrido sucesivo de una línea después de otra que efectúan los aparatos reproductores de televisión para componer la imagen. Este sistema fue originalmente conocido como escaneo secuencial cuando fue utilizado por primera vez por Baird en transmisiones experimentales usando 30 líneas en el año 1926. El método contrario es denominado entrelazado.

## Descripción

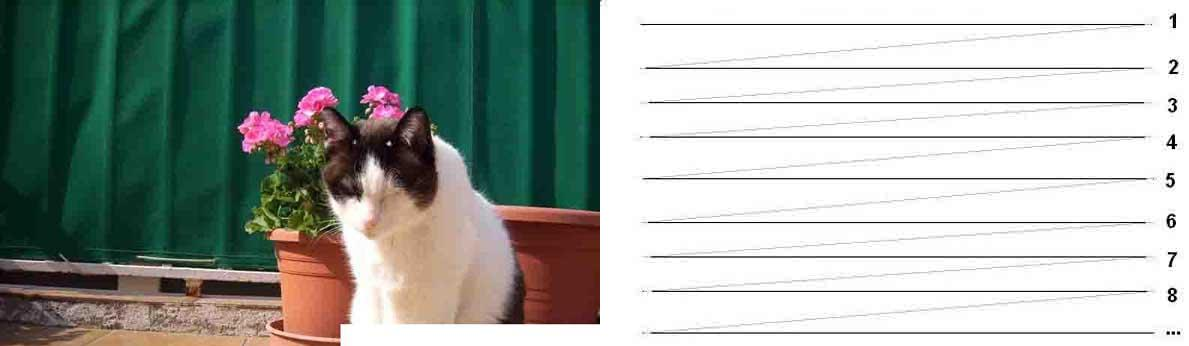
Ejemplo de escaneo progresivo sobre una imagen.

Cuando se define un sistema de TV son un par de características las cuales convienen que sean lo más adecuadas posibles con el fin de que el espectador visualice las imágenes correctamente. Dichas características o limitaciones a nivel temporal son una resolución temporal entre 40-60 Hz para evitar parpadeos y una continuidad en el movimiento de entre 25 Hz. Los receptores con sistema progresivo compensan los dos grandes defectos de la TV PAL entrelazada: el parpadeo y la baja resolución. 
En sus inicios la exploración entrelazada se implantó en la televisión analógica para reducir el ancho de banda. El entrelazado es una forma práctica de comprimir la imagen ya que, en vez de transmitir cuadros a 25 Hz, se transmiten campos o semicuadros a 50 Hz. De ese modo se reduce el ancho de banda, se evitan parpadeos pero también se reduce la definición vertical, con lo que la visualización de la imagen empeora.
Con la llegada de la exploración progresiva, normalmente utilizada en sistema de TV digitales, se compensa el parpadeo, utilizando una frecuencia de refresco de 100 Hz. En el televisor, una memoria digital almacena el campo y, al cabo de 1/50 de segundo, lo transfiere a una velocidad de 1/100 segundo, y así sucesivamente. Por tanto, en la pantalla se visualizan los campos a una velocidad de refresco de 100 Hz. Algunos procesadores de memoria toman en consideración las líneas de ambos campos, con el fin de incrementar la resolución vertical de la imagen.
Otra forma de compensar los defectos del PAL se apoya en convertir la exploración entrelazada en progresiva a través de una visualización a 50 Hz. Las líneas de los campos se interpolan con el fin de obtener las 575 líneas del cuadro PAL contenidas en el cuadro. Para evitar el parpadeo, notable a 25 Hz, se utiliza una memoria con el fin de presentar la información a una frecuencia de refresco de 50 Hz o 100 Hz. Hay que destacar que, con exploración progresiva, una velocidad de refresco de 50 Hz es más que suficiente para evitar el parpadeo. De todas formas, la reconversión de los campos para obtener un cuadro siempre es origen de errores temporales.
El escaneo progresivo consiste en la exploración secuencial de cada línea de la imagen. En contra del escaneo entrelazado no se divide el cuadro de video en dos campos secuenciales haciendo un doble barrido de la imagen (siendo leídas primero las líneas impares seguidas de las pares), sino que muestra de una sola vez el cuadro completo.
Para ello, se captura la imagen de transmisión y se muestran de una forma similar a la lectura de un libro, es decir, línea a línea y de arriba abajo.

### Características
Las características que ofrece la exploración progresiva se pueden resumir de la siguiente forma:
- Calidad cinematográfica sin parpadeos característicos de la intercalación de los campos.
- Compresión más eficiente que la exploración entrelazada.
- Tasa de bits menor para una buena calidad de imagen.
- Máximas facilidades de conversión bidireccional de la resolución (hacia arriba o hacia abajo).
- Máximas facilidades para reducir el ruido (moscas y escalados).
- Totalmente compatible con la nueva generación de visualizadores (plasma, LCD, D-ILA, DMD, etc.).
- Mejor resolución vertical percibida (mejor factor de Kell) y parpadeo con velocidades de 24, 25 o 30 cuadros por segundo (se solventa con memorias de cuadro en los visualizadores).
- Método utilizado en la mayoría de los formatos de vídeo.

## Aplicación
Este sistema es utilizado en la mayoría de los monitores de PC, en todos los LCD y en la mayoría de HDTV. También son usados en las pantallas de plasma. Estas pantallas no usan una trama de barrido para crear la imagen con lo que no pueden beneficiarse del sistema entrelazado y sí del progresivo.

## Ventajas e inconvenientes del escaneo progresivo
La entrada a la «era digital» está dando más protagonismo a la exploración progresiva que a la entrelazada. A continuación detallaremos una lista con las principales ventajas e inconvenientes de este sistema.

### Ventajas
- Mayor resolución vertical de video subjetiva, con la misma cantidad de líneas.

La resolución vertical de la percepción de una imagen es normalmente equivalente a la multiplicación de las líneas activas por un factor de 0.6 (factor de Kell) en el caso entrelazado. Esto significa que, al ver el material escaneado de forma progresiva, la pantalla mostrará una imagen más detallada en comparación con otra que haya sido escaneada de forma entrelazada, aunque ambos tienen exactamente la misma resolución de pantalla.
- Elimina el «efecto peine» («combing effect») así como la pérdida de calidad y/o claridad introducidos por el sistema entrelazado para evitar ese efecto.

- Ofrece unos resultados mucho mejores a la hora de convertir a una mayor resolución, como podría ser de 480p a 1080p. Esto se debe a que el proceso de «desentrelazado» se omite, lo que se traduce en mayor rapidez de procesamiento desde la fuente de video a mostrar.

### Inconvenientes
- Para una misma resolución de pantalla, esta exploración necesita un mayor ancho de banda debido a que requiere el doble de Frecuencia Horizontal o de línea (FH) con todos los inconvenientes que ello conlleva. Una imagen entrelazada de 576 líneas activas (576i) usa una FH de 15625 Hz, la misma imagen en progresivo (576p) requiere una FH de 31250 Hertz.

- Fluidez en el movimiento, normalmente por el problema de ancho de banda mencionado en el punto anterior los videos progresivos tienen un máximo de 30 cuadros por segundo para NTSC y 25 para PAL (720x480 30p - 720x576 25p - 1280x720 30p - etc.); esta es una de las ventajas más notorias que tiene el video entrelazado ya que es capaz de reproducir un máximo de 60 imágenes por segundo (60 campos) para NTSC y 50 para PAL (720x480 60i - 720x576 50i - 1280x720 60i - etc.) utilizando el mismo ancho de banda que utilizaría el sistema progresivo para reproducir la mitad de cuadros, de todas formas, si el ancho de banda no es problema, el formato progresivo es superior, ya que se pueden producir videos a 50 y 60 cuadros progresivos individuales, pero con la desventaja de que se consume el doble de ancho de banda (720x480 60p - 720x576 50p - 1280x720 60p - etc.); estos últimos no son muy utilizados, pero tienen lo mejor de ambos sistemas, fluidez en el movimiento y mayor resolución vertical.